# Ateles fusciceps
Ateles fusciceps, conhecido popularmente por macaco-aranha-castanho, é um primata da família Atelidae. É encontrado no Panamá, Colômbia e Equador.